# Ekaterina Rednikova
Ekaterina Rednikova (numele: în rusă Екатерина Валерьевна Редникова, transliterat: Ekaterina Valerievna Rednikova; n. 17 mai 1973, Moscova, RSFS Rusă, URSS) este o actriță rusă, de film și de teatru. Printre cele mai cunoscute filme ale sale se numără Hoțul (1997), Leningrad (2009) și Arhanghel (2005)

## Biografie
Născută pe 17 mai 1973 la Moscova. A absolvit liceul nr. 1208 din sud-estul orașului.
În 1994 a absolvit Academia Rusă de Arte Teatrale⁠(d).
La teatrul „Et Cetera” a jucat rolul Ruth din Dincolo de orizont (1920) de Eugene O'Neill, asistenta din Doctor fără voie de Moliere și Dark Lady din The Dark Lady of the Sonnets. de Bernard Shaw.
Rednikova și-a făcut debutul în film în 1990 în drama socială Lecții la sfârșitul primăverii de Oleg Kakhun. Au fost apoi roluri în filmele Abisul de Vladimir Basov jr., Risc fără contract (1992) și Simfonia diavolului (1994) de D. Tausik. Ekaterina Rednikova a devenit faimoasă pentru rolul ei de servitoare Nastea din filmul lui Aleksei Saharov Domnișoara-țărancă (1995) și a datorat o mare popularitate filmului lui Pavel Ciuhrai Hoțul (1997). Această lucrare genială a actriței a fost distinsă în 1998 cu Premiul Nika pentru cea mai bună actriță.

## Filmografie selectivă
- 1990 Babnik (Бабник / Babnik), regia Anatoli Ziramdjan : Ariana
- 1992 Risc fără contract (Риск без контракта), regia Igor Murugov : Таtiana
- 1993 Бездна, круг седьмой, regia Vladimir Basov jr. : Кatiușa
- 1995 Domnișoara-țărancă (Барышня-крестьянка), regia Aleksei Saharov : Nastea
- 1997 Hoțul (Вор / Vor), regia Pavel Ciuhrai : Каtia

- 2000 Balalaica (Balalayka, Turcia), regia Ali Özgentürk : Tania
- 2005 Arhanghel (Archangel, SUA), regia Jon Jones : Zinaida Rapanova
- 2007 Родина или смерть, regia Alla Krinițîna : Dina Starostina, locotenent major al NKVD
- 2008 Un cadou pentru Stalin (Подарок Сталину / Podarok Stalinu), regia Rustem Abdrașev
- 2009 Leningrad (Ленинград), regia Aleksandr Buravski
- 2011 Casa (Дом), regia Oleg Pogodin : Natalia Șamanova
- 2018 Впереди день (serial TV)	: Nina
- 2020 Ultima frontieră (Подольские курсанты), regia Vadim Șmeliov : Nikitina, doctor militar
- 2023 Proprietarul (Хозяин), regia Iuri Bukov